# Петрова, Огняна
Огня́на Гео́ргиева Пе́трова-Ду́шева (20 декабря 1964, Свиленград) — болгарская гребчиха-байдарочница, выступала за сборную Болгарии во второй половине 1980-х годов. Бронзовая призёрша летних Олимпийских игр в Сеуле, обладательница бронзовой медали чемпионата мира, многократная победительница регат республиканского значения. Мастер спорта Болгарии (1982), заслуженный мастер спорта Болгарии (1987). Также известна как тренер и судья международной категории.

## Биография
Огняна Петрова родилась 20 декабря 1964 года в городе Свиленграде Хасковской области. Активно заниматься греблей начала в возрасте двенадцати лет, проходила подготовку в местной гребной секции, позже состояла в пловдивском спортивном клубе «Тракия». Первый тренер — Эмил Барбулов. Окончила Национальную спортивную академию, где получила степень бакалавра в области физического воспитания, и спортивное училище в Пловдиве.
С 1980 года — в молодёжной сборной Болгарии, с 1981 года — в главной команде страны. Выступала на крупных турнирах начиная с 1981 года, неоднократно выигрывала республиканские первенства в различных гребных дисциплинах.
На чемпионате мира 1982 года в Белграде заняла восьмое место в зачёте двухместных и четырёхместных байдарок, а на следующем чемпионате мира в Тампере — четвёртое и шестое место в двойках и четвёрках соответственно. Из-за бойкота она не смогла принять участие на летних Олимпийских играх 1984 года в Лос-Анджелесе и выступала на соревнованиях «Дружба-84». 
Первого серьёзного успеха на взрослом международном уровне добилась в 1987 году, когда побывала на чемпионате мира в немецком Дуйсбурге, откуда привезла награду бронзового достоинства, выигранную вместе с напарницей Иванкой Бадалска-Муеровой в зачёте двухместных байдарок на дистанции 500 метров.
Благодаря череде удачных выступлений Петрова удостоилась права защищать честь страны на летних Олимпийских играх 1988 года в Сеуле — в составе четырёхместного экипажа, куда также вошли гребчихи Ваня Гешева, Диана Палийска и Борислава Иванова, получила бронзу в зачёте байдарок-четвёрок на полукилометровой дистанции, пропустив вперёд только немок и венгерок. В 1992 году приняла решение завершить спортивную карьеру.
Завершив карьеру спортсменки, занялась тренерской деятельностью. С 2002 по 2007 год работала учительницей в пловдивской школе «Святой Константин-Кирилл Философ». В период 2007–2011 годов работала в сборной Турции по гребле на байдарках и каноэ вместе со своими детьми, подготовила чемпиона Европы среди юношей Мустафу Гюльбахара. В 2012 году возглавляла сборную Ирана среди женщин и девушек, затем — сборную Таиланда. В 2015 году работала в Китае с командой Шанхая, в 2016 году — с юношеской сборной Филиппин. C 2017 года работает в немецкой провинции Саксония-Анхальт с паралимпийцами.
Награждена почетным знаком мэра города Пловдив и наградами Президента Республики Болгария, имеет награду за олимпийские заслуги Олимпийского комитета Болгарии. Состоит в Международной федерации каноэ, является судьёй международной категории с 2009 года. Была замужем за болгарским байдарочником Андрианом Душевым, родила двоих детей (Кристиана и Олимпию).